# Шифрин Ніссон Абрамович
Шифрин Ніссон (1892–1961) — театральний декоратор родом з Києва; освіту здобув у Київському художньому училищі (1912—1915); 1919 з іншими декорував Київ до революційних свят, розписував аґітпоїзди та пароплави; 1920 — 22 викладав у Центр. студії мистецтв. Згодом переїхав до Москви. 1928 оформлював в укр. театрах вистави: «Зелений острів» III. Лекока (Київ. муз. комедія) і «Змова Фіеско в Ґенуї» Ф. Шіллера («Березіль»). У Москві оформлював вистави «Сорочинський ярмарок» М. Мусорґського (1932, Муз.-драматичний театр В. Немировича-Данченка) і «Загибель ескадри» О. Корнійчука (1934, Центр. театр Рад. Армії).